# Chava Flores
Salvador Flores Rivera (Ciudad de México, 14 de enero de 1920-Ciudad de México, 5 de agosto de 1987), conocido como Chava Flores, fue un cantante y compositor mexicano.

## Biografía y carrera
Salvador Flores Rivera nació el 14 de enero de 1920 en Ciudad de México. Su padre falleció en 1933, por lo que tuvo que comenzar a trabajar para contribuir con los gastos de su casa y así poder apoyar a su familia. Por lo anterior, tuvo infinidad de empleos desde su infancia, siendo costurero, encargado de almacén, cobrador, vendedor, administrador de una ferretería, entre otros oficios. Tiempo después persiguió una carrera como compositor.

### Muerte
El 5 de agosto de 1987, Flores falleció en Ciudad de México a los 67 años de edad. Su cuerpo fue enterrado en el Panteón Jardín, ubicado en la misma ciudad.

## Filmografía
- Ahí vienen los gorrones (1953)
- La esquina de mi barrio (1957; acreditado como Salvador Flores)
- Mi influyente mujer (1957)
- Bajo el cielo de México (1958)
- El correo del norte (1960)
- Rebelde sin casa (1960)
- La máscara de la muerte (1961)
- ¿A qué le tiras cuando sueñas... mexicano? (1979)
- 4 hembras y un macho menos (1979)
- Mujer, así es la vida (1980)